# São Gabriel (Rio Grande do Sul)
São Gabriel é um município brasileiro do estado do Rio Grande do Sul. Está situado na região sudoeste, chamada de campanha gaúcha. Foi palco de diversos eventos históricos que contribuíram para a história da formação do estado. Durante a Revolução Farroupilha, São Gabriel foi a capital da República Rio Grandense. Também conhecida como “Terra dos Marechais”, pois grandes líderes e heróis nacionais nasceram em seu território. Já pela sua localização privilegiada, com paisagem típica do pampa gaúcho, é chamada de “Princesa das Coxilhas”. É conhecida também como “Atenas Rio Grandense”, por ter tido um grande desenvolvimento cultural, com uma geração de grandes escritores e intelectuais que marcaram uma época no país.

## Geografia

### Demografia
Sua população, conforme estimativas do IBGE de 2021, era de 62 187 habitantes.

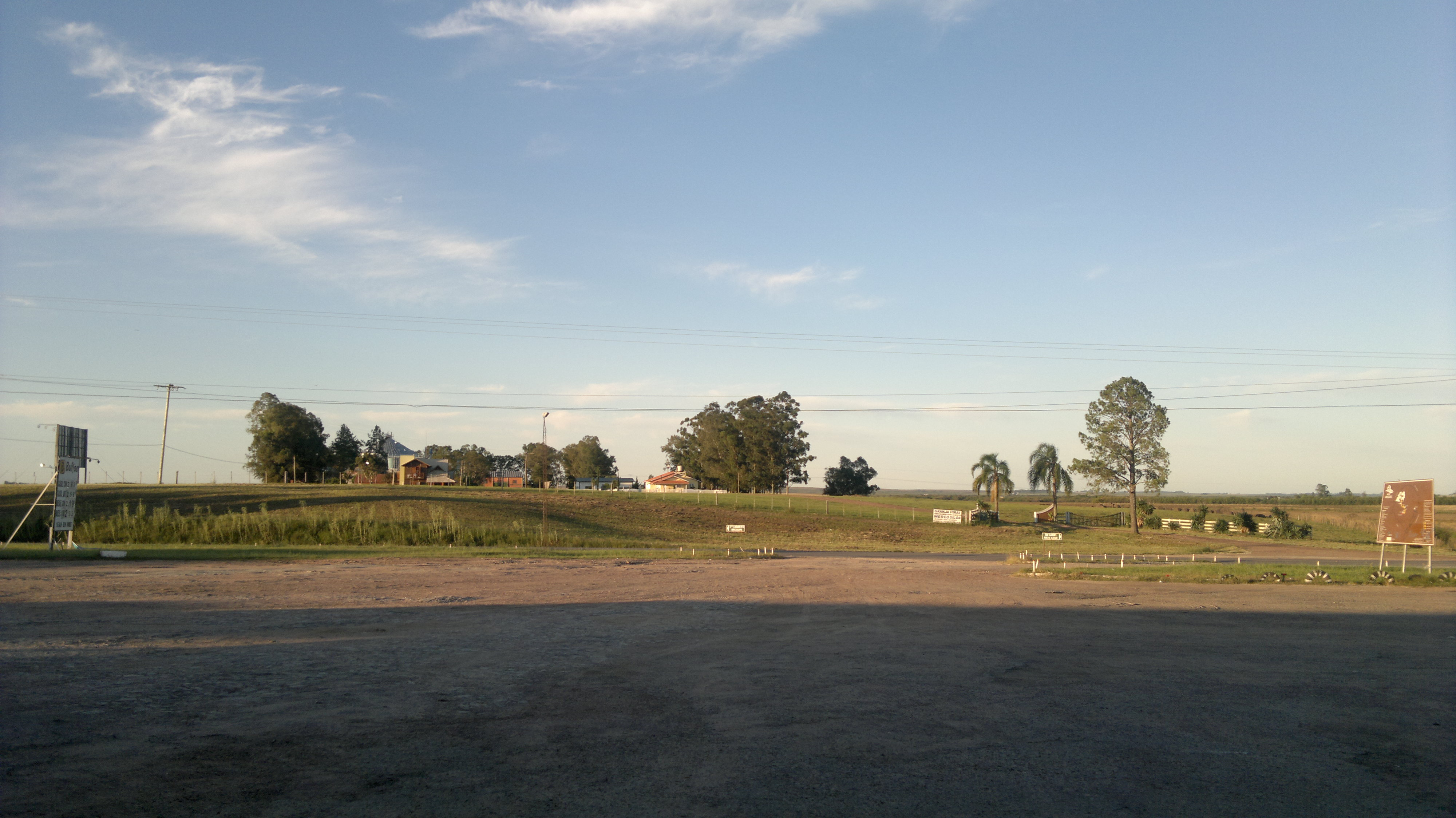
Posto de Abastecimento em São Gabriel

### Clima
O clima é do tipo subtropical úmido predominante em toda região do estado de baixa altitude. As estações são bem definidas com verões quentes e úmidos causando uma sensação térmica desagradável durante boa parte da estação. O outono é marcado pela chegada de um frio moderado que se torna rigoroso algumas semanas antes da entrada oficial. O inverno registra temperaturas baixas com geadas frequentes, eventualmente neve, acompanhado por um vento forte chamado de minuano, que é de origem polar e também pelo vento pampeiro, um vento frio e violento, que vem do pampa argentino e que aumenta a sensação de frio consideravelmente. A primavera possui finalmente um clima equilibrado e agradável.
Segundo dados do Instituto Nacional de Meteorologia (INMET), referentes ao período de 1961 a 1976 (até 30 de junho) e desde 2007 (a partir de 11 de outubro), a menor temperatura registrada em São Gabriel foi de −4,7 °C em 14 de junho de 1967 e a maior atingiu 41,2 °C em 28 de dezembro de 2019.
O maior acumulado de precipitação em 24 horas foi de 156,4 milímetros (mm) em 10 de janeiro de 2019. Outros acumulados iguais ou superiores a 100 mm foram: 137,2 mm em 11 de novembro de 2013, 119,8 mm em 25 de abril de 2016, 116,6 mm em 18 de novembro de 2018, 104,2 mm em 24 de setembro de 2018, 110 mm em 10 de outubro de 1963, 102,6 mm em 8 de outubro de 2015, 102,1 mm em 20 de março de 1963 e 101,6 mm em 23 de dezembro de 2015. Desde outubro de 2007, o menor índice de umidade relativa do ar (URA) ocorreu na tarde de 17 de janeiro de 2012, de apenas 12%, e a rajada de vento mais forte alcançou 30,5 m/s (109,8 km/h) em 27 de novembro de 2016.
| Dados climatológicos para São Gabriel | Dados climatológicos para São Gabriel | Dados climatológicos para São Gabriel | Dados climatológicos para São Gabriel | Dados climatológicos para São Gabriel | Dados climatológicos para São Gabriel | Dados climatológicos para São Gabriel | Dados climatológicos para São Gabriel | Dados climatológicos para São Gabriel | Dados climatológicos para São Gabriel | Dados climatológicos para São Gabriel | Dados climatológicos para São Gabriel | Dados climatológicos para São Gabriel | Dados climatológicos para São Gabriel |
| Mês | Jan                                   | Fev                                   | Mar                                   | Abr                                   | Mai                                   | Jun                                   | Jul                                   | Ago                                   | Set                                   | Out                                   | Nov                                   | Dez                                   | Ano                                   |
| --- | ------------------------------------- | ------------------------------------- | ------------------------------------- | ------------------------------------- | ------------------------------------- | ------------------------------------- | ------------------------------------- | ------------------------------------- | ------------------------------------- | ------------------------------------- | ------------------------------------- | ------------------------------------- | ------------------------------------- |
| Temperatura máxima recorde (°C) | 39,4                                  | 39,5                                  | 39,7                                  | 36,6                                  | 34,5                                  | 33,4                                  | 33,5                                  | 35,6                                  | 35,8                                  | 37,8                                  | 39,2                                  | 41,2                                  | 41,2                                  |
| Temperatura máxima média (°C) | 31,2                                  | 30                                    | 28,5                                  | 24,9                                  | 21,5                                  | 18,7                                  | 18,8                                  | 20,3                                  | 21,9                                  | 24,8                                  | 27,4                                  | 30,4                                  | 24,9                                  |
| Temperatura média (°C) | 25,4                                  | 24,6                                  | 23,1                                  | 19,7                                  | 16,5                                  | 14                                    | 13,9                                  | 15,2                                  | 16,7                                  | 19,3                                  | 21,6                                  | 24,3                                  | 19,5                                  |
| Temperatura mínima média (°C) | 19,5                                  | 19,2                                  | 17,8                                  | 14,5                                  | 11,5                                  | 9,3                                   | 9,1                                   | 10,2                                  | 11,4                                  | 13,8                                  | 15,8                                  | 18,2                                  | 14,2                                  |
| Temperatura mínima recorde (°C) | 9,4                                   | 7                                     | 5                                     | 0                                     | −1,5                                  | −4,7                                  | −4,3                                  | −4,3                                  | −1,4                                  | 1,8                                   | 4,9                                   | 5,3                                   | −4,7                                  |
| Precipitação (mm) | 139,5                                 | 132,8                                 | 127,9                                 | 186,5                                 | 132,3                                 | 115,8                                 | 131,6                                 | 85                                    | 152,3                                 | 139,9                                 | 128,5                                 | 118,4                                 | 1 590,5                               |
| Umidade relativa (%) | 73                                    | 67                                    | 75                                    | 74                                    | 81                                    | 76                                    | 81                                    | 81                                    | 78                                    | 73                                    | 67                                    | 64                                    | 75                                    |
| Insolação (h) | 264                                   | 219                                   | 227                                   | 192                                   | 174                                   | 134                                   | 155                                   | 166                                   | 179                                   | 222                                   | 247                                   | 274                                   | 2 453                                 |
| Fonte: EMBRAPA/FEPAGRO (médias climatológicas: 1976-2005) e Instituto Nacional de Meteorologia (recordes de temperatura: 01/01/1961 a 30/06/1976 e 11/10/2007-presente) |                                       |                                       |                                       |                                       |                                       |                                       |                                       |                                       |                                       |                                       |                                       |                                       |                                       |

## Comunicação

### Emissoras de rádio
- Rádio Alternativa 107.9 FM
- Rádio Band 98.3 FM
- Rádio Batovi 700 AM
- Rádio RBC 87.9 FM
- Rádio Tchê São Gabriel 580 AM
- CGT Web Rádio - Os Bailes dos Anos 50 60 70
- Rádio Nova Meta

## Administração

### Prefeitura
A sede do Poder Executivo de São Gabriel é o Palácio Plácido de Castro, situado na Rua Duque de Caxias, no centro da cidade.

### Câmara Municipal
O Poder Legislativo tem sede no Edifício Centenário, localizado na Praça Central "Dr. Fernando Abbott", sendo composto por 15 cadeiras de vereadores.

## Filhos ilustres
- Ver Biografias de gabrielenses notórios